# Kyberprostor

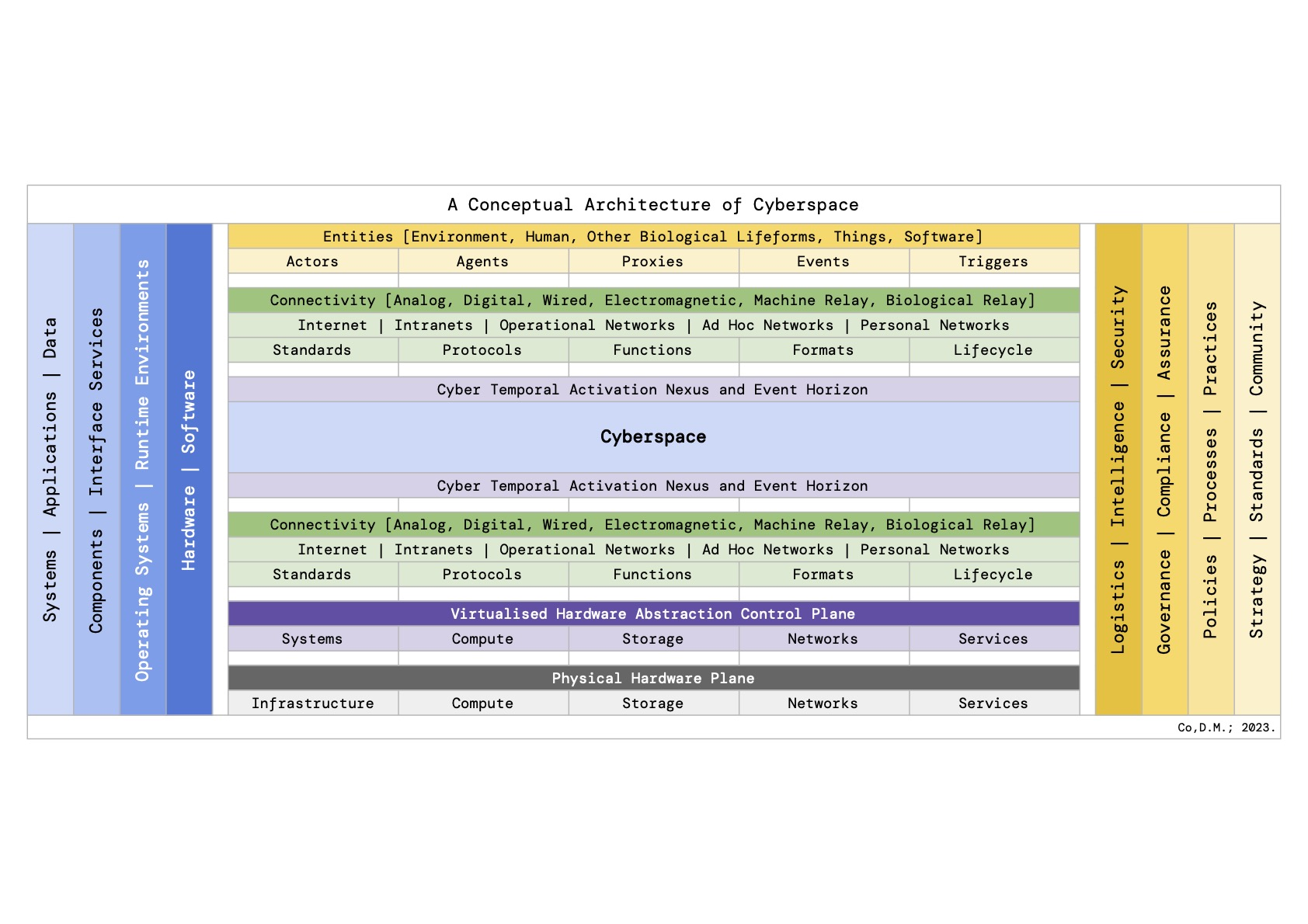
Kyberprostor

Kyberprostor (užívá se i anglický výraz cyberspace) je virtuální počítačový svět, přesněji elektronické médium tvořící světovou, globální počítačovou síť, která je základem online komunikace. Je to rozsáhlá počítačová síť tvořena menšími, po světě rozesetými počítačovými sítěmi, které užívají TCP/IP protokol. Ten jim umožňuje komunikaci a výměnu dat.
Jedna z hlavních vlastností struktury kyberprostoru je otevřenost širokému okruhu uživatelů v interaktivní a virtuálním prostředí. Další vlastností je anonymita, ta umožňuje v podstatě jakékoliv jednání bez zodpovědnosti.
Kyberprostor umožňuje uživatelům komunikovat,sdílet a vyměňovat si informace a nápady, hrát hry, účastnit se diskuzí na sociálních fórech, provádět obchodní transakce, atd…

## Pojetí kyberprostoru

### Gibsonův kyberprostor
Termín „cyberspace“ poprvé použil William Gibson roku 1984 ve své knize Neuromancer, kde jej definoval takto:
„Konsenzuální halucinace prožívaná denně miliardami legitimních operátorů, v každém národě, dětmi, které se učí matematickým pojmům... grafické zobrazení dat abstrahovaných z pamětí každého počítače v lidské společnosti. Nepředstavitelná komplexita. Linie světla rozprostírající se v neprostoru mysli, klastry a konstelace dat. Jako světla velkoměsta, vzdalující se..."
Gibsonova metaforická vize se díky popularitě kyberpunku v polovině osmdesátých let dvacátého století, stala inspirací pro tehdejší tvůrce počítačových systémů a jejich uživatelských rozhraní i další kyberpunkové autory. Gibson však v pozdějších letech tento termín kyberprostoru kritizuje, nazývá ho „sugestivní a v podstatě nesmyslný.“ Nicméně pojem je už od osmdesátých let hlavně díky počítačovým subkulturám, zažit a napevno spjat s prostředím IT, internetu a sítí.

Dále se v rozhovoru o kyberprostoru vyjadřuje takto:
„Kyberprostor je metafora, které nám umožňuje uchopit toto místo, kde se od druhé světové války vytvořilo a vytváří stále více a více věcí, které dnes chápeme jako součást naší kultury. Kyberprostor je tam, kde obchodujeme, místo kde mají banky uložené své a naše peníze, stejně tak zde probíhají burzovní obchody. Je to pro všechny zúčastněné praktické, protože se jedná pouhý pohyb dat.“

### Barlowovo pojetí kyberprostoru
Původní Gibsonovo „vizionářské“, literární pojetí kyberprostoru bylo vztaženo k již existujícím či vznikajícím formám pokročilých informačních technologií (angl. Andvanced Information Technology – AIT). Jako jeden z prvních začal termín kyberprostor ve vztahu k existujícím počítačovým sítím užívat John Perry Barlow, teoretik a spoluzakladatel organizace Electronic Frontier Foundation, po němž bývá toto pojetí kybeprostoru označováno jako barlowovské. Podle Barlowa je jako kybeprostor možno označit jakýkoli deteritorializovaný, symbolický prostor mediované komunikace.
Polovina devadesátých let dvacátého století pak, se zvyšujícím se zájmem sociálních teoretiků o téma digitálních médií, přináší sociálně-antropologický koncept kyberprostoru.

### Hakkenovo pojetí
Antropolog David Hakken v návaznosti na Barlowa charakterizuje kyberprostor jako sociální arénu, do níž vstupují všichni sociální aktéři, kteří používají ke vzájemné sociální interakci pokročilé informační technologie.
Podle Hakkena kyberprostor odkazuje ke všem potenciálním životním stylům, svázaným s kulturním bytím vytvářeným prostřednictvím pokročilých informačních technologií; tyto životní styly jsou nejen reálné a distinktivně odlišné od životních stylů neprovázaných s pokročilými informačními technologiemi, ale mají ve vztahu ke starším životním stylům značný transformativní potenciál, ležící v nových způsobech nakládání s informacemi. Vzhledem k tomu, že tento transformativní potenciál dává vzniknout novým sociálním formacím, vidí Hakken kyberprostor jako distinktivní typ kultury.
Pro současnou podobu kyberprostoru, s ohledem na jeho stále se neustálený, proměňující a rozvíjející se charakter, užívá Hakken i řada dalších teoretiků termín proto-kyberprostor (angl. proto-cyberspace).

### Současné pojetí
Existuje mnoho definic kyberprostoru, vědci a ani vlády se nedokážou shodnout na jednotné definici.

V současnosti se nejčastěji popisuje kyberprostor takto:
Kyberprostor je globální a vyvíjející se doména popisovaná užíváním elektrických sítí a elektromagnetického spektra, jejíž smysl je vytvářet, uchovávat, upravovat, vyměňovat, sdílet, vybírat, používat či vymazávat informace. Kyberprostor zahrnuje: a) fyzická i telekomunikační zařízení, která umožňují spojení technologií a komunikaci sítí systému, chápáno obecně (SCADA zařízení, smartphony/tablety, počítače, servery, atd..), b) počítačové systémy a komplementární software, který zaručuje spojení a funkčnost systému, c) spojení počítačových sítí, d) uživatelské vstupy a uzly zprostředkovatelů spojení, e) informace – uživatelská data.  
Význačnou a charakteristickou vlastností kyberprostoru je, že žádná jediná centrální moc nekontroluje všechny sítě, které tvoří tuto doménu, tudíž nekontroluje kyberprostor.

### Legislativní a válečný pohled
Zákon o kybernetické bezpečnosti rozumí kybernetickým prostorem „digitální prostředí umožňující vznik, zpracování a výměnu informací, tvořené informačními systémy a službami a sítěmi elektronických komunikací”. Kybernetický prostor je zde jasně definován technickým výčtem potřebné infrastruktury a výčtem, co infrastruktura umožňuje.
NATO hovoří o "prostředí formovaném fyzickými a nefyzickými částmi" (Cooperative Cyber Defence Centre of Excellence). NATO dříve uznávalo čtyři tradiční válečné domény: země, moře, vzduch a vesmír. Na Summitu ve Varšavě byla uznána i člověkem vytvořená kybernetická doména (cyberspace).

## Kyberprostor ve filosofii
Jako vzor pro současné moderní ideje o kyberprostoru je Kartézské vnímání reality, kdy lidé jsou ďáblem vystavování falešné skutečnosti. Tento argument je přímým předchůdcem moderních teorií o brain-in-a-vat a jiných populárních konceptech kyberprostorových teorií čerpajících z Descartova učení.

Někteří současní filozofové a vědci (David Deutsch in The Fabric of Reality) pracují s rozdílným vnímáním reality v myšlenkových experimentech. Například Philip Zhai in Get Real: A Philosophical Adventure in Virtual Reality propojuje kyberprostor s platónskou realitou.
Představme si národ, kde je každý jedinec připojený do společné sítě již od opuštění mateřského lůna. Prožívání života připojeného k síti by vedlo k úplnému spojení s kyberprostorem a jedinci by neměli potřebu uvažovat nad možností odlišného vnímání světa. První jedinci, kteří by přemýšleli o variantách a možnostech vnímání reality, by byli zbylou většinou považování za blázny, stejně jako je tomu u Platónovy jeskyně.
Dle jevu brain-in-a-vat (mozek v nádobě), je kyberprostor směšován s realitou, zatímco více známa představa kyberprostoru s naší realitou kontrastuje.

## Metafory ke kyberprostoru
Kyberprostor je používán ve smyslu inverze k reálnému světu (tzv. realspace). Hovoří se o něm jako o místě, kde se vyskytují lidé bez fyzických těl. Klasický příklad zní:
Když zvednete telefon a vytočíte telefonní číslo vašeho kamaráda, kde se bude odehrávat váš rozhovor? Bude to ve vašem sluchátku? V jeho telefonním přístroji? V drátech, které vás spojují? Ne. Tento hovor se bude odehrávat v kyberprostoru.
Další uplatnění tento termín nalezl o něco později, v době rozšíření počítačových sítí. Hackeři, počítačoví a síťoví experti tento termín používali obdobně pro počítačové sítě, zejména internet.

## Problémy spojené s kyberprostorem

### Kyberkriminalita
Kyberkriminalita je rychle rostoucí oblast trestné činnosti. Stále více zločinců si uvědomuje výhody kyberprostoru. Rychlost, praktičnost a anonymita Internetu napomáhají k páchání pestré škály trestných činů přesahujících hranice jak fyzického, tak virtuálního světa. Jejími následky jsou vysoké finanční ztráty pro globální ekonomiku vyčíslené v řádech miliard dolarů.

Tyto zločiny lze rozdělit na tři oblasti:
1) Útoky na počítačové hardwary a softwary, např. botnet, malware a útoky na internetovou síť.
2) Finanční zločiny, např. online podvody, pronikání do internetových bankovnických služeb a phishing.
3) Zneužívání, a to zejména mladistvých ve formě cyber groomingu.
V minulosti byly zločiny v kyberprostoru páchány zejména jednotlivci, nebo malými skupinami. V dnešní době je ale kyberkriminalita doménou zejména velkých organizovaných kriminálních skupin, které skrze kyberprostor perou špinavé peníze a financují své ilegální aktivity. Velkým problémem je zjednodušení procesu koordinace a plánování zločinu, tím, že se díky rychlému přesunu dat v kyberprostoru šetří čas a výhodou je bezkontaktnost.

### Kyberkonflikty
Kyberprostor je novým místem, kde se střetávají zájmy jak národních, nadnárodních, tak i samostatných aktérů. Lze v něm vést účinnou propagandu, provokovat a eskalovat konflikt. V poslední řadě infiltrovat sítě a zařízení protivníka, kde můžeme krást citlivé informace (např. obchodní, vědecké a vojenské), sabotovat a vyřazovat infrastrukturu a klíčový průmysl, a tedy protivníka zcela ochromit.

#### Kyberterorismus
Kyberprostor je v dnešní době užíván teroristy a kyberterorismus představuje větší hrozbu, než útoky na klíčovou infrastrukturu, protože jde především o propagaci svých názorů a idejí, jejich šíření a hledání odezvy. Teroristé takto rekrutují nové členy, zakládají nové buňky, či přímo ovlivňují jednotlivce k páchání teroristické činnosti bez přímého vedení mateřskou organizací. Výhodou je zde opět anonymita, rychlost a překážku při pronásledování zde hrají i legislativy jednotlivých států

### Netolismus
Netolismus je závislost na procesech, které se odehrávají mimo naši realitu. Ty nabývají větší důležitosti, než procesy plynoucí ze skutečného dění. Jev se s největší intenzitou objevuje ve vývojových stádiích od staršího školního věku až po ranou dospělost. Prevencí je zajistit, aby subjekt neinklinoval více k dění kybernetického světa, než k realitě kolem něj. A to zajištěním dostatečné pozornosti věnované dítěti v dřívějších stádiích vývoje člověka.